# یول‌آغاج
یول‌آغاج (به ترکی آذربایجانی: Yolağac) یک منطقه مسکونی در جمهوری آذربایجان است که در شهرستان ماساللی واقع شده‌است. یول آغاج ۸۲۹ نفر جمعیت دارد.